# Quarkonium
En physique des particules, un quarkonium est un méson dont les constituants sont un quark et son antiquark. En règle générale, on nomme quarkoniums (ou quarkonia) uniquement les mésons formés d'une paire charm/anticharm ou d'une paire bottom/antibottom. Les premiers — comme le J/ψ — sont aussi appelés charmoniums, et les seconds — comme le upsilon — bottomoniums. Les toponiums, qui seraient des états liés d'un top et d'un antitop, n'ont jamais été observés à l'état naturel, en raison de leur faible temps de vie.